# Brassica hilarionis
Brassica hilarionis є ендеміком субтропічного Північного хребта на Північному Кіпрі від Яйли до Корноса. Мешкає в скелястих районах і, як зареєстровано, росте на вапнякових скелях на висоті 400—850 метрів.

## Опис
Brassica hilarionis — це багаторічний напівкущ, який росте в субтропічному біомі Північного Кіпру. Він безволосий і має прикореневу розетку округлих, м'ясистих листків з плоскими черешками. Верхнє листя обхоплює стебло. З березня по травень B. hilarionis дає великі китиці кремово-білих квітів із пелюстками довжиною до 2,5 сантиметра. Цей вид дає вузькі насіннєві коробочки довжиною до семи сантиметрів. B. hilarionis виростає до одного метра заввишки.